# Johannah Leedham
Johannah Leedham (12 de maio de 1987) é uma basquetebolista profissional britânica.

## Carreira
Johannah Leedham integrou a Seleção Britânica de Basquetebol Feminino, em Londres 2012, que terminou na décima-primeira colocação.